# Doug Weight
Douglas „Doug” Daniel Weight (ur. 21 stycznia 1971 w Warren, Michigan) – amerykański hokeista, reprezentant Stanów Zjednoczonych, trzykrotny olimpijczyk. Trener i działacz hokejowy.

## Kariera hokejowa
- Bloomfield Jets (1988–1989)
- Lake Superior State University (1989–1991)
- New York Rangers (1991–1993)
  -  Binghamton Rangers (1991–1992)
- Edmonton Oilers (1993–2001)
- St. Louis Blues (2001–2004, 2005–2006, 2006–2007)
  -  Frankfurt Lions (2004–2005)
- Carolina Hurricanes (2006)
- Anaheim Ducks (2007–2008)
- New York Islanders (2008–2010)

W rozgrywkach NHL rozegrał 19 sezonów (1335 meczów). Dwa ostatnie (niepełne) w New York Islanders jako kapitan drużyny. Ostatnie mecze rozegrał w edycji NHL (2010/2011) w październiku i listopadzie 2010, po czym zakończył w maju 2011 oficjalnie poinformował o zakończeniu kariery zawodniczej. Jednocześnie został mianowany asystentem trenera i starszym doradcą generalnego menedżera w klubie Islanders.
W reprezentacji USA uczestniczył w turniejach mistrzostw świata w 1993, 1994, 2005, Pucharu Świata 1996, 2004 oraz na zimowych igrzyskach olimpijskich 1998, 2002, 2006.

## Sukcesy

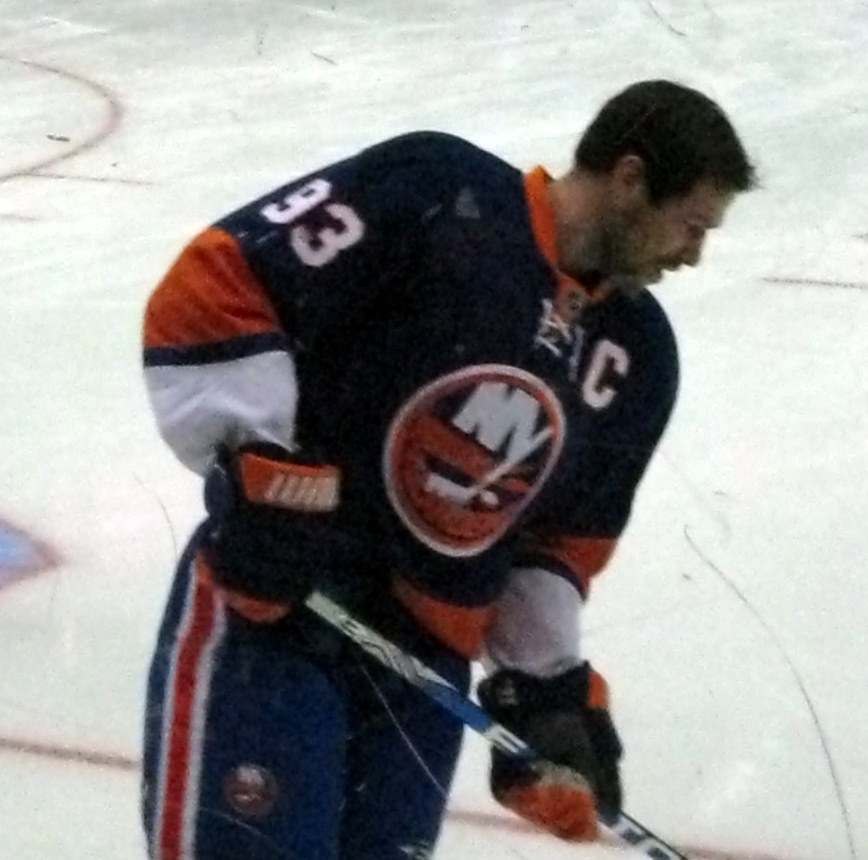
Doug Weight w barwach New York Islanders (2010)

Reprezentacyjne
- Złoty medal Pucharu Świata: 1996
- Srebrny medal zimowych igrzysk olimpijskich: 2002

Klubowe
- Mistrzostwo dywizji NHL: 1992 z New York Rangers, 2006 z Carolina Hurricanes
- Presidents’ Trophy: 1992 z New York Rangers, 2006 z Carolina Hurricanes
- Mistrzostwo konferencji NHL: 2006 z Carolina Hurricanes
- Prince of Wales Trophy: 2006 z Carolina Hurricanes
- Puchar Stanleya: 2006 z Carolina Hurricanes

Indywidualne
- Mistrzostwa świata juniorów do lat 20 w 1991:
  - Pierwsze miejsce w klasyfikacji asystentów turnieju: 14 asyst
  - Pierwsze miejsce w klasyfikacji kanadyjskiej turnieju: 19 punktów
- NHL (2010/2011):
  - King Clancy Memorial Trophy

Rekordy
- Szóste miejsce w klasyfikacji kanadyjskiej wszech czasów w klubie Edmonton Oilers: 577 punktów